# Of Love and Peace
Of Love and Peace (с англ. — «О любви и мире») — шестой студийный альбом американского джазового органиста Ларри Янга; третий альбом, записанный им на лейбле Blue Note Records.

## Особенности
Альбом записан в составе необычного секстета с двумя ударниками, играющими одновременно. Как сказано в аннотации к пластинке, идея сдвоенных ударных пришла Янгу, который был мусульманином-суннитом, во время мусульманской трапезы, на которой присутствовало несколько барабанщиков, к музицированию которых Ларри присоединился на органе. Свои ощущения от этого «джема» музыкант описывает как ценный «духовный опыт»: «музыка была наполнена жизнью. Я почувствовал, что должен записать что-то подобное».
Особенность альбома — импровизационная свобода фри-джаза при чётко организованной ритмической пульсации, поддерживаемой двумя ударниками, что создаёт ощущение напряжения, целостности, движения вперёд.
Вся группа собралась за две недели до записи, чтобы сыграться и порепетировать. Лишь Джеймс Спаулдинг присоединился в последний момент.
Альбом состоит из четырёх продолжительных пьес. Две из них написаны Янгом.
«Pavanne» — весьма свободное импровизационное прочтение «Паваны» из «Второй американской симфониетты» (1938) Мортона Гулда (Morton Gould) — классического произведения с лёгкими отголосками джаза. Чёткий ритм двух барабанщиков и органный аккомпанемент Ларри создают фон для причудливых атональных узоров солистов.
Название пьесы «Of Love and Peace» появилось из-за того, что, по мнению Янга, звучание «новой музыки» (фри-джаза) часто и ошибочно ассоциируется с «гневом и разочарованием», в то время как сам Янг посвящает свою музыку «любви и миру». Пьеса была записана за один дубль, без предварительной аранжировки, и солистам была предоставлена большая свобода.
Наиболее традиционно и близко к канонам хард-бопа звучит версия пьесы Майлса Дейвиса «Seven Steps to Heaven» с одноимённого альбома 1963 года. Композиция запоминается искромётными соло Янга в начале и в конце пьесы.
«Falaq» — по-арабски «рассвет», время, когда «все живые создания пробуждаются и воздают хвалу Аллаху» — ещё одна «спонтанная» композиция, где автором был намечен лишь общий тональный план.

## Отзывы
Обозреватель Allmusic Скотт Яноу оценил альбом в 4½ из 5 баллов, отметив «весьма стимулирующую и интригующую музыку» и назвав альбом «одной из лучших записей Ларри Янга». Джон Келмэн (All About Jazz) подчёркивает «стремительную эволюцию артистической концепции Янга в сторону фри-джаза, произошедшую всего за несколько месяцев со времени записи альбома Unity»". «„Фирменным знаком“ Янга был медленно закипающий модальный фон для бурлящих соло, расшатывающий границы гармонического центра. Ощущение эксперимента усиливал необычный выбор двух барабанщиков, которые вместе создавали движение вперёд в противовес свободным импровизациям», пишет сайт London Jazz Collector.
Пользователи Rate Your Music оценили альбом на 3.66 из 5 (57 оценок).

## Список композиций
| №                   | Название                | Автор(ы)                      | Длительность |
| ------------------- | ----------------------- | ----------------------------- | ------------ |
| 1.                  | «Pavanne»               | Мортон Гулд                   | 14:11        |
| 2.                  | «Of Love and Peace»     | Ларри Янг                     | 6:31         |
| 3.                  | «Seven Steps to Heaven» | Виктор Фелдман / Майлс Дейвис | 10:17        |
| 4.                  | «Falaq»                 | Ларри Янг                     | 10:09        |
| Общая длительность: | Общая длительность:     | Общая длительность:           | 41:08        |

- Записано Руди Ван Гелдером 26 июля 1966 года

## Участники
- Ларри Янг — орган
- Эдди Гейл (Eddie Gale) — труба
- Джеймс Сполдинг (James Spaulding) — альт-саксофон, флейта
- Герберт Морган (Herbert Morgan) — тенор-саксофон
- Уилсон Мурмен III (Wilson Moorman III) — ударные
- Джерри Томас (Jerry Thomas) — ударные

## Издания
Альбом был издан Blue Note на виниле в монофоническом (BLP 4242) и стереофоническом (BST 84242) варианте. В октябре 2004 года на компакт-диске в серии Blue Note Connoisseur Series вышел 24-битный ремастеринг Рона Макмастера (Ron McMaster).